# نشان نیروی دریایی

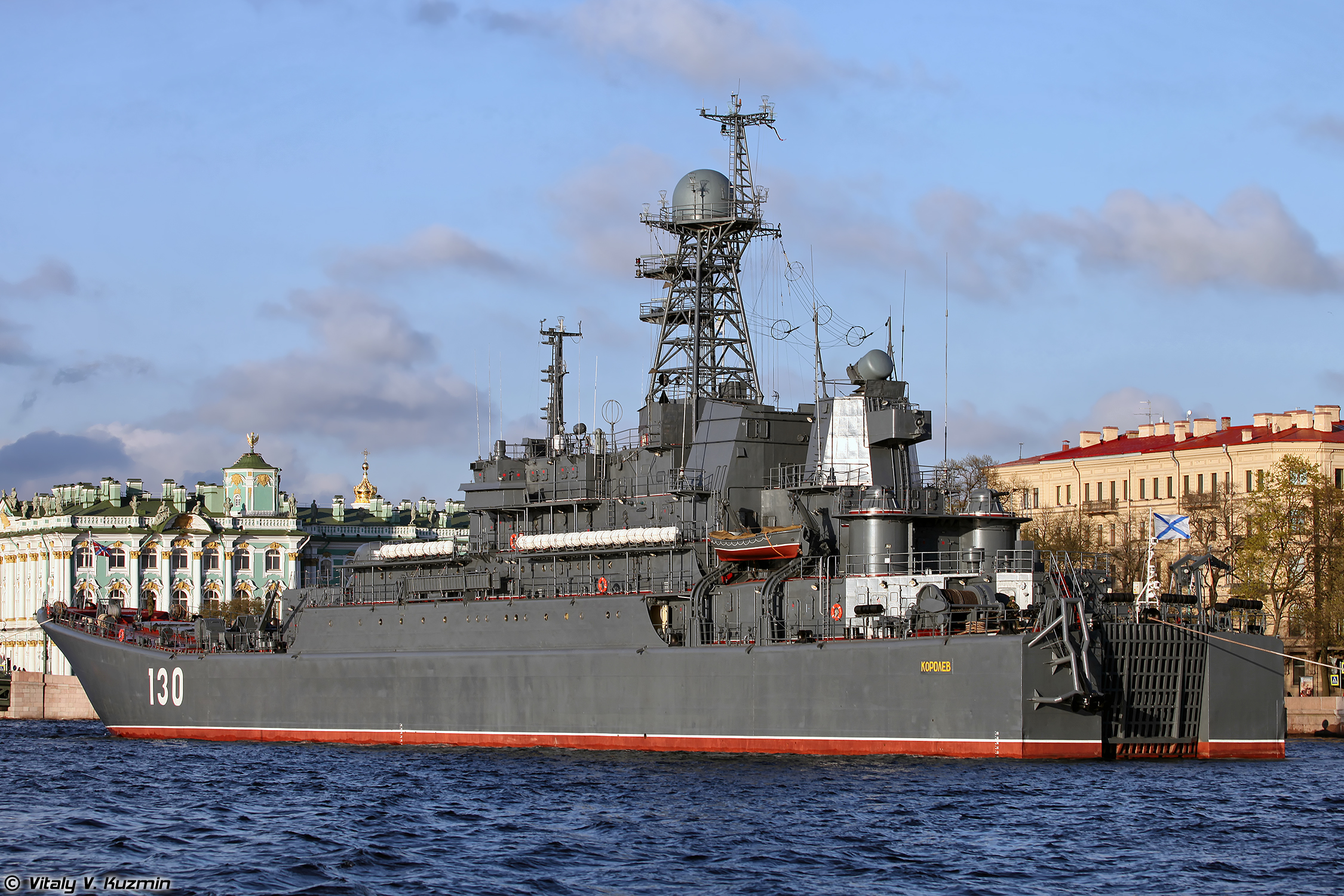
کشتی فرود کورولف پروژه ۷۷۵ روسیه. به جک نیروی دریایی روسیه در جلو و نشان نیروی دریایی در عقب توجه کنید.

نشان دریایی یک نشان (پرچم دریایی) است که توسط کشتی‌های نیروی دریایی کشورهای مختلف برای نشان دادن ملیت خود استفاده می‌شود. این می‌تواند با علامت شهروندی یا نشان دولتی یک کشور یکسان یا متفاوت باشد.
همچنین می‌توان آن را به عنوان یک نشان جنگ نیز نامید. یک نسخه بزرگ از یک پرچم دریایی که درست پیش از رفتن به نبرد روی دکل یک کشتی جنگی پرواز می‌کند، نشان نبرد نامیده می‌شود. علامت نشان با جک متفاوت است، که از یک جک استف در کمان یک کشتی به پرواز در می‌آید.
بیشتر کشورها فقط یک پرچم ملی و پرچم برای همه اهداف دارند. در کشورهای دیگر، میان پرچم زمینی و پرچم‌های مدنی، دولتی و دریایی تمایز قائل می‌شود. برای مثال، پرچم‌های بریتانیا با پرچم مورد استفاده در خشکی (پرچم اتحادیه) متفاوت است و دارای نسخه‌های متفاوتی از پرچم‌های قرمز و آبی ساده و مخدوش شده برای استفاده غیرنظامی و دولتی و همچنین پرچم دریایی (نشان سفید) است. برخی از پرچم‌های نیروی دریایی از نظر شکل با پرچم ملی متفاوت هستند، مانند پرچم‌های دریایی شمال اروپا که دارای «دم‌چلچله‌ای» هستند.